# Café cortado

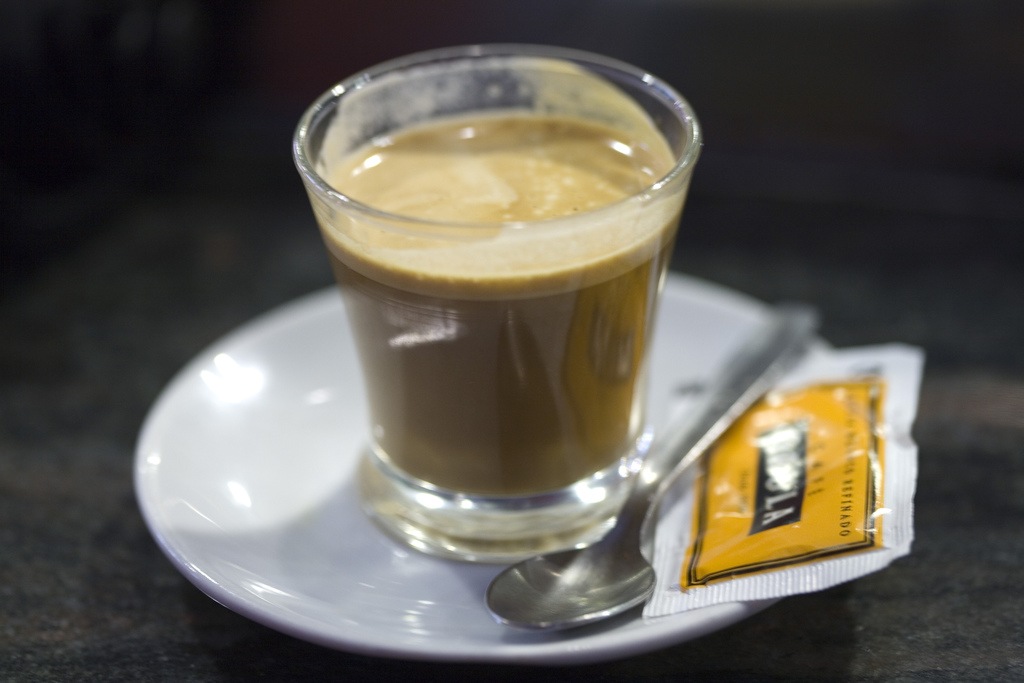
Um café cortado da Catalunha

O café cortado é uma bebida espanhola preparada misturando café expresso misturado com uma quantidade aproximadamente igual de leite morno para reduzir a acidez, apesar que as proporções exatas variam de acordo com as variações regionais. O leite em um cortado é aquecido, mas não é espumoso e com textura como muitas bebidas de café italianas. O cortado é comumente servido em toda a Espanha e, com menos predominância, na América Latina.

## Bebidas semelhantes
No Brasil, é comparado com o café pingado, porém o cortado se diferencia nas suas proporções, sendo mais equilibrado.
Na Espanha, um café solo corto é uma pequena quantidade de café preto (geralmente uma única dose de expresso), enquanto um café cortado, ou mais comumente apenas um cortado, é um expresso com um pouco de leite. O termo cortado é associado a várias bebidas de café ou expresso que foram "cortadas" com leite. O cortado é muito semelhante ao francês noisette.
O cortadito em Cuba implica especificamente uma pequena bebida semelhante ao café solo corto, que consiste em uma dose de 30 mL de expresso ; entretanto, diferente do solo corto, o cortadito cubano geralmente é cortado com leite condensado aquecido e adoçado, sendo uma forma de leite em conserva mais disponível, já que o leite fresco muitas vezes não estava disponível durante vários períodos da história cubana. Um cortadito geralmente é servido em um copo especial, com uma base de anel e uma alça de arame de metal. Essa bebida possui diversos nomes, incluindo cortado condensada, café com leite condensado ou bombón (expresso com leite condensado); leche y leche é uma variação semelhante, mas com leite condensado integrado e uma colher de creme por cima. Trazido ao bairro de Pequena Havana, em Miami na Flórida, por cubano-estadunidenses na década de 1960, atualmente o cortadito está presente em toda a cidade e é uma parte importante da cultura cotidiana, principalmente entre os cubanos. No entanto, o cortadito é uma bebida diferente do expresso cubano, que leva açúcar além do leite e tem seu próprio método de preparo.
Em países no qual o espanhol não é a língua majoritária, o cortado aparece em um menu de café especial, porém o cortado geralmente deve ser diferenciado do italiano caffè macchiato, cappuccino ou flat white. Um macchiato tem apenas uma pequena quantidade (uma 'marca' ou ponto) de espuma de leite adicionada, enquanto um cappuccino tem uma espuma formada tanto pela espuma quanto pelo leite. Um flat white é geralmente feito com uma proporção equivalente semelhante de expresso para leite, mas usa leite vaporizado e texturizado, resultando em uma bebida mais quente e leve, mais próxima de um Latte.
Uma bebida semelhante na Austrália é conhecida como piccolo latte, ou simplesmente piccolo. Trata-se de uma dose única de ristretto em um copo macchiato cheio de leite aquecido, da mesma forma que um latte. Uma bebida servida em quantidades maiores, criada e popular em Portugal, é o galão, que usa proporções de 1:3, porém além disso é similar aos cortados e aos manchados.

## Outros nomes e variações
Na língua catalã, tallat exerce a função de descrever ser cortado, sendo a palavra mais próxima do basco ebaki. Nos Estados Unidos, o significado do nome pode variar de acordo com a região, mas na Costa Leste ele é geralmente conhecido como cortado. Na República Checa, Costa Coffee vende cortado sob o nome comercial corto classic.

### Gibraltar
O nome Gibraltar originou de São Francisco, onde as cafeterias, primeiramente a Blue Bottle Coffee Company, depois veio a outras como a Ritual Coffee Roasters, iniciaram a tendência do cortado servindo a bebida em copos da Libbey Glass Company de mesmo nome.

Embora algumas fontes afirmem que não há diferença entre um Gibraltar e um cortado, os dois termos não são sinônimos. “Cortado” é um termo mais geral que se refere a qualquer expresso “cortado” com uma quantidade aproximadamente igual de leite. Já um Gibraltar é definido mais precisamente pelas dimensões do recipiente que o serve: um copo Libbey Gibraltar de 135 mL. Ele normalmente consiste em 60 mL de expresso duplo, coberto com aproximadamente 75 mL de leite vaporizado espumoso, fazendo com que o copo se torne uma parte importante da identidade da bebida.

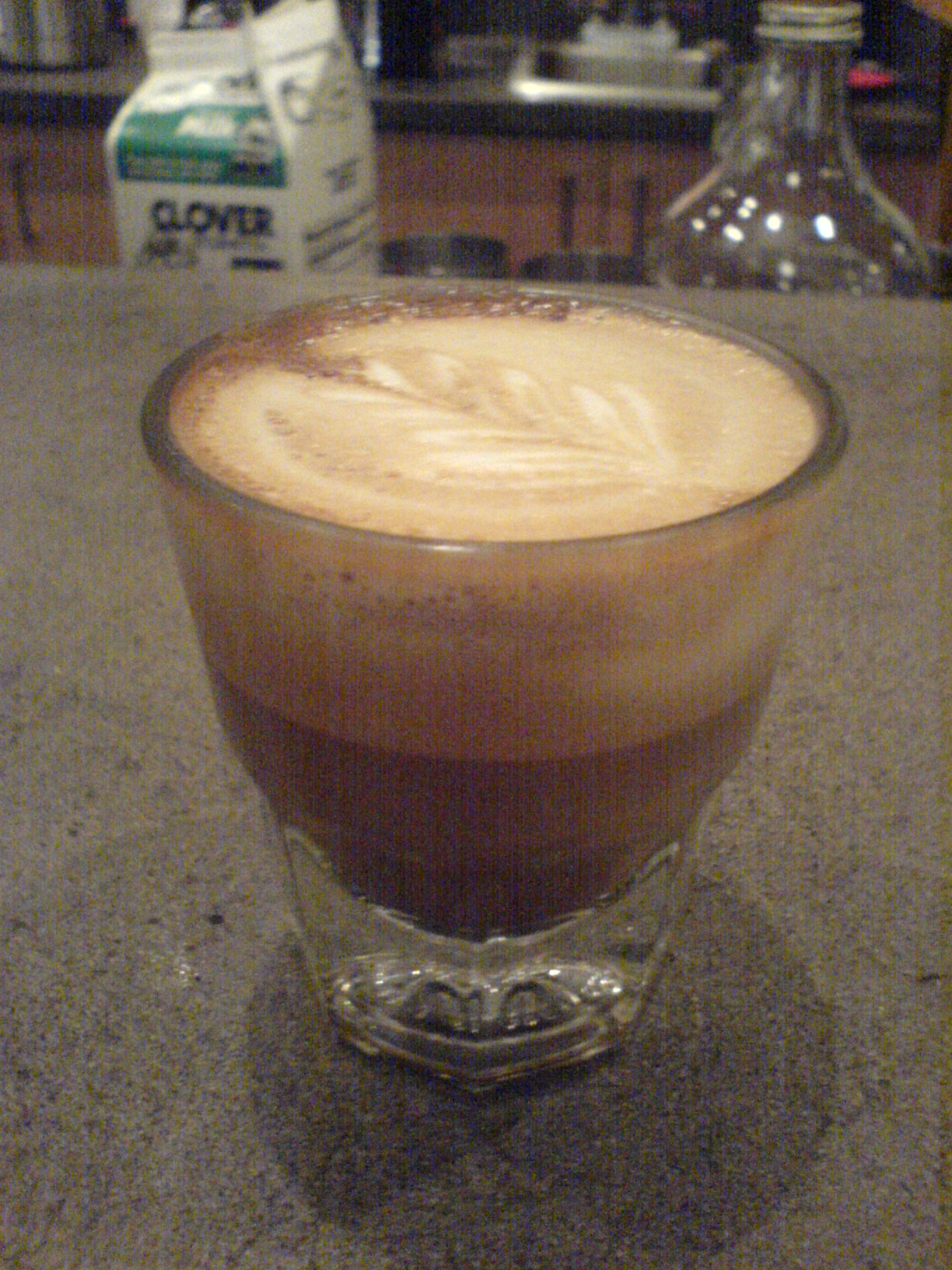
Um gibraltar em São Francisco.
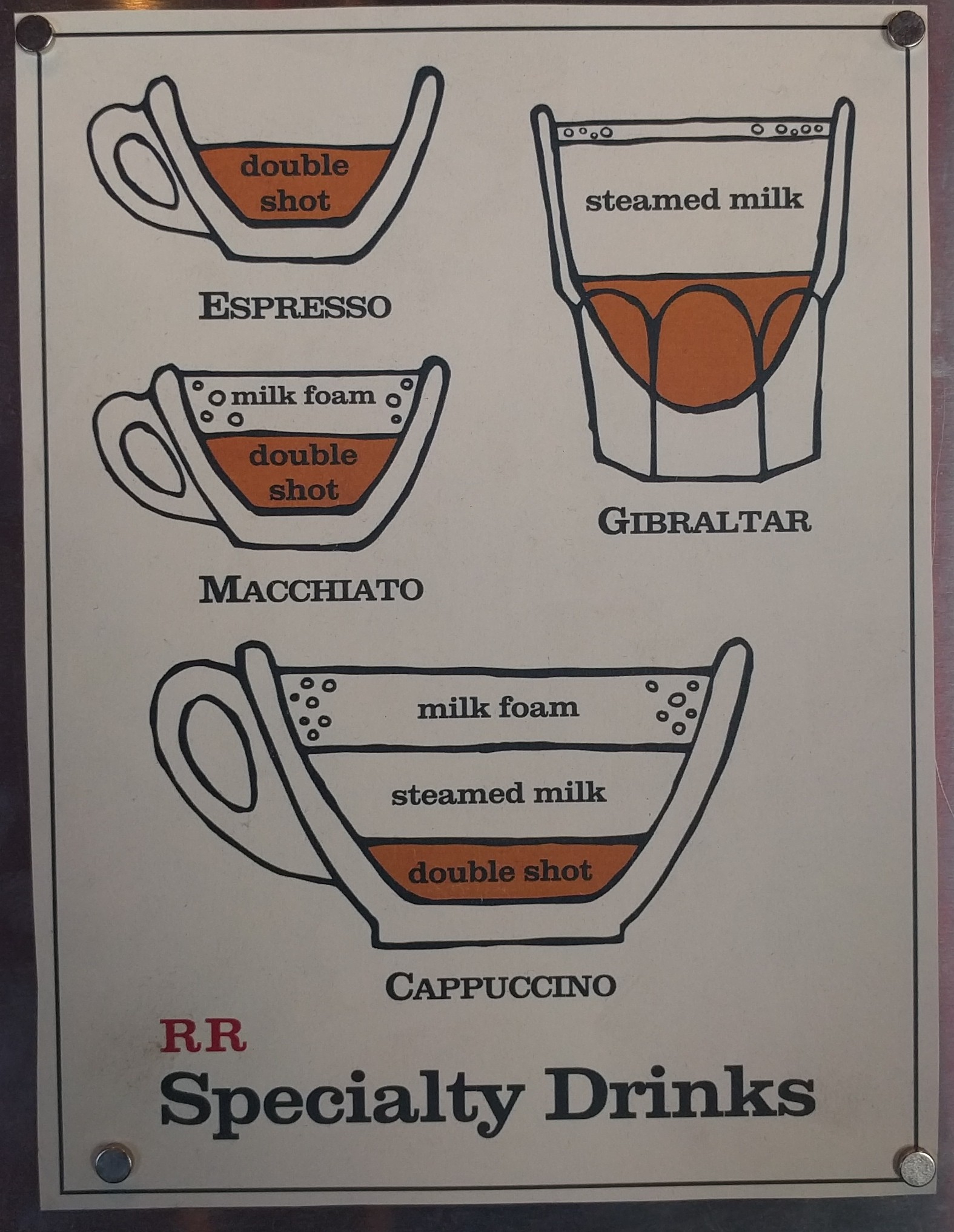
Um diagrama de bebidas de café no Vale do Silício, mostrando um Gibraltar padrão.